# Ama (Eros Ramazzotti)
Ama è un singolo del cantautore italiano Eros Ramazzotti, pubblicato il 10 giugno 2022 come primo estratto dal quindicesimo album in studio Battito infinito.

## Video musicale
Il videoclip, diretto da Alex Tacchi, è stato pubblicato il 23 giugno 2022 sul canale YouTube del cantante e ha visto la partecipazione dell'ex moglie Michelle Hunziker e della figlia Aurora Ramazzotti.

## Tracce
Testi di Eros Ramazzotti e Alfredo Rapetti Mogol, musiche di Francesco Rapetti Mogol.
1. Ama – 3:23